# Oxyartes
Oxyartes is een geslacht van Phasmatodea uit de familie Diapheromeridae. De wetenschappelijke naam van dit geslacht is voor het eerst geldig gepubliceerd in 1875 door Carl Stål.

## Soorten
Het geslacht Oxyartes omvat de volgende soorten:
- Oxyartes ceylonicus (Saussure, 1868)
- Oxyartes cresphontes (Westwood, 1859)
- Oxyartes despectus (Westwood, 1848)
- Oxyartes dorsalis Chen & He, 2008
- Oxyartes guangdongensis Chen & He, 2008
- Oxyartes lamellatus Kirby, 1904
- Oxyartes spinipennis Carl, 1913
- Oxyartes yunnanus Chen & He, 2008